# 奥尔加·帕尔
奥尔加·帕尔（德語：Olga Pall，1947年12月3日—），奥地利女子高山滑雪运动员。她曾代表奥地利参加1968年冬季奥林匹克运动会高山滑雪比赛，获得女子滑降金牌。